# Leichtathletik-U23-Europameisterschaften 2023
Die 14. Leichtathletik-U23-Europameisterschaften fanden vom 13. bis 16. Juli 2023 im Leppävaaran-Stadion in der finnischen Stadt Espoo statt. Es war das dritte Mal nach 1997 und 2013, dass die U23-EM in Finnland ausgetragen wurde.

## Frauen

### 100 m
| Platz | Athletin               | Land | Zeit (s)         |
| ----- | ---------------------- | ---- | ---------------- |
| 1     | N’ketia Seedo          | NED  | 11,22            |
| 2     | Boglárka Takács        | HUN  | 11,30            |
| 3     | Melissa Gutschmidt     | SUI  | 11,33            |
| 4     | Delphine Nkansa        | BEL  | 11,36            |
| 5     | Polyniki Emmanouilidou | GRE  | 11,40            |
| 6     | Alyson Bell            | GBR  | 11,46            |
| 7     | Nathacha Kouni         | SUI  | 11,55            |
| 8     | Marie-ange Rimlinger   | FRA  | 11,62            |
| …     |                        |      |                  |
| …     | Lilly Kaden            | GER  | 11,42 Halbfinale |
| …     | Antonia Dellert        | GER  | 11,48 Halbfinale |

Finale: 14. Juli
Wind: +0,6 m/s

### 200 m
| Platz | Athletin               | Land | Zeit (s)         |
| ----- | ---------------------- | ---- | ---------------- |
| 1     | Delphine Nkansa        | BEL  | 23,31            |
| 2     | Boglárka Takács        | HUN  | 23,33            |
| 3     | Polyniki Emmanouilidou | GRE  | 23,41            |
| 4     | Talea Prepens          | GER  | 23,52            |
| 5     | Dalia Kaddari          | ITA  | 23,52            |
| 6     | Nikola Horowska        | POL  | 23,53            |
| 7     | Monika Romaszko        | POL  | 23,77            |
| 8     | Paméra Losange         | FRA  | 23,90            |
| …     |                        |      |                  |
| …     | Léonie Pointet         | SUI  | 24,05 Halbfinale |
| …     | Iris Caligiuri         | SUI  | 24,19 Qualif.    |

Finale: 16. Juli
Wind: −0,1 m/s

### 400 m
| Platz | Athletin         | Land | Zeit (s)         |
| ----- | ---------------- | ---- | ---------------- |
| 1     | Yemi Mary John   | GBR  | 51,04 PB         |
| 2     | Henriette Jæger  | NOR  | 51,06 NR         |
| 3     | Keely Hodgkinson | GBR  | 51,76 PB         |
| 4     | Zoë Sedney       | NED  | 52,02 PB         |
| 5     | Giulia Senn      | SUI  | 52,33            |
| 6     | Katriina Wright  | FIN  | 52,65            |
| 7     | Astri Ertzgaard  | NOR  | 52,95 SB         |
| 8     | Berta Segura     | ESP  | 53,56            |
| …     |                  |      |                  |
| …     | Catia Gubelmann  | SUI  | 53,13 Halbfinale |
| …     | Aline Yuille     | SUI  | 54,32 Qualif.    |

Finale: 14. Juli

### 800 m
| Platz | Athletin                 | Land | Zeit (min)      |
| ----- | ------------------------ | ---- | --------------- |
| 1     | Daniela García           | ESP  | 2:02,96         |
| 2     | Veera Mattila            | FIN  | 2:03,14 PB      |
| 3     | Georgia-Maria Despollari | GRE  | 2:04,14         |
| 4     | Lucia Sturm              | GER  | 2:04,58         |
| 5     | Nina Vuković             | CRO  | 2:04,60 PB      |
| 6     | Wilma Nielsen            | SWE  | 2:04,66         |
| 7     | Veronika Sadek           | SLO  | 2:05,11         |
| 8     | Invida Mauriņa           | LAT  | 2:06,92         |
| …     |                          |      |                 |
| …     | Sophia Volkmer           | GER  | 2:05,09 Qualif. |
| …     | Caroline Bredlinger      | AUT  | 2:07,14 Qualif. |

Finale: 14. Juli

### 1500 m
| Platz | Athletin            | Land | Zeit (min)      |
| ----- | ------------------- | ---- | --------------- |
| 1     | Sophie O’Sullivan   | IRL  | 4:07,18 PB      |
| 2     | Sarah Healy         | IRL  | 4:07,36         |
| 3     | Shannon Flockhart   | GBR  | 4:08,37 PB      |
| 4     | Klaudia Kazimierska | POL  | 4:10,71         |
| 5     | Nathalie Blomqvist  | FIN  | 4:10,74         |
| 6     | Alexandra Millard   | GBR  | 4:11,67 PB      |
| 7     | Amina Maatoug       | NED  | 4:11,88 PB      |
| 8     | Wilma Nielsen       | SWE  | 4:12,15 PB      |
| 9     | Mireya Arnedillo    | ESP  | 4:14,72         |
| 10    | Sarah Calvert       | GBR  | 4:15,03         |
| 11    | Sarah Peerik        | NED  | 4:15,04 PB      |
| 12    | Ingeborg Østgård    | NOR  | 4:16,83         |
| 13    | Camila Gomes        | POR  | 4:16,89         |
| …     |                     |      |                 |
| …     | Lilly Nägeli        | SUI  | 4:25,97 Qualif. |
| …     | Fabiane Meyer       | GER  | 4:28,77 Qualif. |
| …     | Antje Pfüller       | SUI  | 4:29,67 Qualif. |

Finale: 16. Juli

### 5000 m
| Platz | Athletin          | Land | Zeit (min)     |
| ----- | ----------------- | ---- | -------------- |
| 1     | Megan Keith       | GBR  | 15:34,33       |
| 2     | María Forero      | ESP  | 15:43,22       |
| 3     | Amina Maatoug     | NED  | 15:50,83       |
| 4     | Vera Sjöberg      | SWE  | 15:52,47 PB    |
| 5     | Eloise Walker     | GBR  | 15:55,87       |
| 6     | Carina Reicht     | AUT  | 15:56,92 NU23R |
| 7     | Lisa Merkel       | GER  | 15:57,44       |
| 8     | Ilona Mononen     | FIN  | 15:57,99       |
| 9     | Jane Buckley      | IRL  | 16:02,22       |
| 10    | Blanka Dörfel     | GER  | 16:02,78       |
| 11    | Olimpia Breza     | POL  | 16:03,36 PB    |
| 12    | Femke Rosbergen   | NED  | 16:11,23       |
| 13    | Rahel Brömmel     | GER  | 16:32,32       |
| 14    | Romane Wolhauser  | SUI  | 16:42,37       |
| 15    | Mari Ruud         | NOR  | 16:50,33       |
| 16    | Emmy van den Berg | NED  | DNF            |

13. Juli

### 10.000 m
| Platz | Athletin                     | Land | Zeit (min)  |
| ----- | ---------------------------- | ---- | ----------- |
| 1     | Alice Goodall                | GBR  | 33:16,45    |
| 2     | Sara Nestola                 | ITA  | 33:17,51    |
| 3     | Aurora Bado                  | ITA  | 34:12,75    |
| 4     | Maria Kassou                 | GRE  | 34:20,52    |
| 5     | Małgorzata Karpiuk           | POL  | 34:25,99 PB |
| 6     | Dafni-Eftychia-Tereza Lavasa | GRE  | 34:36,71    |
| 7     | Clara Las Heras              | ESP  | 34:53,68    |
| 8     | Greta Settino                | ITA  | 35:01,46    |
| 9     | Hanna Bruckmayer             | GER  | 35:16,65    |
| 10    | Beata Niemyjska              | POL  | 35:22,74    |
| 11    | Anika Thompson               | IRL  | 35:26,91    |
| 12    | Jana Van Lent                | BEL  | 35:28,42    |
| 13    | Katrine Risvig               | DEN  | 35:32,17    |
| 14    | Julia-Anna Lily Bell         | CZE  | 35:44,43    |
| 15    | Maria Nieves Campos          | ESP  | 35:45,94    |
| 16    | Emma Heckel                  | GER  | 35:49,44    |
| 17    | Mie Gam Nielsen              | DEN  | 35:59,89    |
| 18    | Kristine Meinert Rød         | NOR  | 36:39,81 SB |
| 19    | Liza Šajn                    | SLO  | 37:04,29    |
| 20    | Ürküş Işık                   | TUR  | 37:27,85    |
| 21    | Liina Winborn                | FIN  | 37:43,19    |
|       | Lisa Redlinger               | AUT  | DNF         |
|       | Jasmina Nanette Stahl        | GER  | DNF         |
|       | Adele Norheim Henriksen      | NOR  | DNF         |
|       | Madalina-Elena Sirbu         | ROU  | DNF         |
|       | Rümeysa Coşkun               | TUR  | DNF         |
|       | Špela Gonza                  | SLO  | DNF         |

15. Juli

### 100 m Hürden
| Platz | Athletin           | Land | Zeit (s)      |
| ----- | ------------------ | ---- | ------------- |
| 1     | Ditaji Kambundji   | SUI  | 12,68 CR      |
| 2     | Elena Carraro      | ITA  | 12,97         |
| 3     | Anna Tóth          | HUN  | 12,97         |
| 4     | Franziska Schuster | GER  | 13,11 PB      |
| 5     | Paula Blanquer     | ESP  | 13,22         |
| 6     | Weronika Nagięć    | POL  | 13,28         |
| 7     | Claudia Villalante | ESP  | 13,31         |
|       | Veronica Besana    | ITA  | DNF           |
| …     |                    |      |               |
| …     | Meret Baumgartner  | SUI  | 13,61 Qualif. |
| …     | Lena Lackner       | AUT  | 13,86 Qualif. |
| …     | Hannah Krawanja    | AUT  | 14,14 Qualif. |
| …     | Maëva Tahou        | SUI  | 14,32 Qualif. |

Finale: 15. Juli
Wind: 0,0 m/s

### 400 m Hürden
| Platz | Athletin       | Land | Zeit (s)           |
| ----- | -------------- | ---- | ------------------ |
| 1     | Andrea Rooth   | NOR  | 55,78 EU23L        |
| 2     | Louise Maraval | FRA  | 55,83 PB           |
| 3     | Lena Pressler  | AUT  | 55,94 NR           |
| 4     | Janka Molnár   | HUN  | 56,16              |
| 5     | Nina Hespel    | BEL  | 56,25              |
| 6     | Marija Burjak  | UKR  | 56,92 PB           |
| 7     | Carla García   | ESP  | 56,94 SB           |
| 8     | Aada Aho       | FIN  | 58,14              |
| …     |                |      |                    |
| …     | Salome Hüsler  | SUI  | 59,15 Halbfinale   |
| …     | Anna Mager     | AUT  | 1:06,10 Halbfinale |
| …     | Lena Wernli    | SUI  | 59,75 Qualif.      |
| …     | Debby Schenk   | SUI  | 1:00,10 Qualif.    |
| …     | Anja Dlauhy    | AUT  | 1:00,46 Qualif.    |

Finale: 16. Juli

### 3000 m Hindernis
| Platz | Athletin            | Land | Zeit (min)       |
| ----- | ------------------- | ---- | ---------------- |
| 1     | Olivia Gürth        | GER  | 9:26,98 CR PB    |
| 2     | Greta Karinauskaitė | LTU  | 9:30,96          |
| 3     | Marta Serrano       | ESP  | 9:41,47          |
| 4     | Elise Thorner       | GBR  | 9:47,85          |
| 5     | Julia Koralewska    | POL  | 9:54,16          |
| 6     | Sarah Tait          | GBR  | 9:54,74 PB       |
| 7     | Agnieszka Chorzępa  | POL  | 9:56,08          |
| 8     | Ava O’Connor        | IRL  | 10:01,34 PB      |
| 9     | Ruken Tek           | TUR  | 10:02,35         |
| 10    | Soňa Kouřilová      | CZE  | 10:06,21         |
| 11    | Iraia Mendia        | ESP  | 10:14,55         |
| 12    | Nara Elipe          | ESP  | 10:16,77         |
| 13    | Shirley Lang        | SUI  | 10:18,27         |
| 14    | Anna Málková        | CZE  | 10:19,89         |
| 15    | Emilia Mikszuta     | POL  | 10:23,67         |
| 16    | Kim Bödi            | GER  | 10:47,90         |
| …     |                     |      |                  |
| …     | Lotte Seiler        | AUT  | 10:42,81 Qualif. |

Finale: 15. Juli

### 4 × 100 m Staffel
| Platz | Land                   | Athletinnen                                                            | Zeit (s)    |
| ----- | ---------------------- | ---------------------------------------------------------------------- | ----------- |
| 1     | Vereinigtes Königreich | Cassie-Ann Pemberton Amy Hunt Alyson Bell Aleeya Sibbons               | 43,04 CR    |
| 2     | Frankreich             | Hillary Gode Marie-ange Rimlinger Gémima Joseph Paméra Losange         | 43,39 SB    |
| 3     | Schweiz                | Nathacha Kouni Iris Caligiuri Léonie Pointet Melissa Gutschmidt        | 43,59 NU23R |
| 4     | Deutschland            | Antonia Dellert Talea Prepens Lilly Kaden Tina Benzinger               | 43,61 SB    |
| 5     | Belgien                | Marine Jehaes Janie De Naeyer Mariam Oulare Delphine Nkansa            | 43,66 NU23R |
| 6     | Polen                  | Dorota Puzio Monika Romaszko Aleksandra Krawczyk Nikola Horowska       | 43,87 SB    |
| 7     | Slowakei               | Viktória Forster Viktória Strýčková Lenka Kovačovicová Agáta Cellerová | 45,06 NU23R |
|       | Finnland               | Vilma Itälinna Anna Pursiainen Julia Ihantola Pirkitta Marjanen        | DSQ         |

Finale: 15. Juli

### 4 × 400 m Staffel
| Platz | Land        | Athletinnen                                                                    | Zeit (min)    |
| ----- | ----------- | ------------------------------------------------------------------------------ | ------------- |
| 1     | Frankreich  | Lea Thery-Demarque Cassandra Delaunay-Belleville Pauline Toriel Louise Maraval | 3:30,60 EU23L |
| 2     | Schweiz     | Michelle Gröbli Lena Wernli Giulia Senn Catia Gubelmann                        | 3:30,62 NU23R |
| 3     | Spanien     | Rocio Arroyo Berta Segura Blanca Hervás Carmen Avilés                          | 3:31,11 NU23R |
| 4     | Polen       | Kinga Gacka Aleksandra Formella Nikola Horowska Wiktoria Drozd                 | 3:31,38 SB    |
| 5     | Norwegen    | Astri Ertzgaard Andrea Rooth Marin Stray Gautadottir Henriette Jæger           | 3:31,51 NU23R |
| 6     | Finnland    | Heidi Salminen Katriina Wright Aada Aho Veera Mattila                          | 3:33,57 SB    |
| 7     | Deutschland | Annkathrin Hoven Brenda Cataria-Byll Emilia Grahle Mona Mayer                  | 3:34,02 SB    |
| 8     | Ukraine     | Anna Orlowa Switlana Schulschyk Marija Burjak Tetjana Charaschtschuk           | 3:36,60       |

Finale: 16. Juli

### 20 km Gehen
| Platz | Athletin             | Land | Zeit (h)      |
| ----- | -------------------- | ---- | ------------- |
| 1     | Pauline Stey         | FRA  | 1:31:17 NU23R |
| 2     | Alexandrina Mihai    | ITA  | 1:32:32 PB    |
| 3     | Camille Moutard      | FRA  | 1:35:40       |
| 4     | Ana Pulgarin Cardeno | ESP  | 1:35:49 PB    |
| 5     | Inês Mendes          | POR  | 1:35:58       |
| 6     | Lucia Redondo        | ESP  | 1:36:10       |
| 7     | Heta Veikkola        | FIN  | 1:37:12 PB    |
| 8     | Olga Fiaska          | GRE  | 1:37:45 SB    |

12. Juli

### Hochsprung
| Platz | Athletin                | Land | Höhe (m)     |
| ----- | ----------------------- | ---- | ------------ |
| 1     | Elena Kulichenko        | CYP  | 1,91         |
| 2     | Panagiota Dosi          | GRE  | 1,89 PB      |
| 3     | Wiktoria Miąso          | POL  | 1,87 SB      |
| 4     | Venla Pulkkanen         | FIN  | 1,87 =PB     |
| 4     | Denisa Pešová           | CZE  | 1,87 PB      |
| 6     | Idea Pieroni            | ITA  | 1,87 SB      |
| 7     | Asia Tavernini          | ITA  | 1,84         |
| 7     | Yorunn Ligneel          | BEL  | 1,84         |
| 9     | Laureen Maxwell         | FRA  | 1,84         |
| 10    | Blessing Enatoh         | GER  | 1,84         |
| 11    | Una Stancev             | ESP  | 1,80         |
| 12    | Federica Apostol        | ROU  | 1,75         |
|       | Kathrine Fjerbæk Olsen  | DEN  | NM           |
| …     |                         |      |              |
| …     | Marithe-Thérèse Engondo | SUI  | 1,77 Qualif. |

Finale: 16. Juli

### Stabhochsprung
| Platz | Athletin              | Land | Höhe (m)     |
| ----- | --------------------- | ---- | ------------ |
| 1     | Marie-Julie Bonnin    | FRA  | 4,50 EU23L   |
| 2     | Elien Vekemans        | BEL  | 4,45         |
| 3     | Kitty Friele Faye     | NOR  | 4,40 PB      |
| 4     | Sarah Franziska Vogel | GER  | 4,30         |
| 5     | Marleen Mülla         | EST  | 4,30         |
| 6     | Silja Andersson       | FIN  | 4,30 =PB     |
| 6     | Léa Mauberret         | FRA  | 4,30 =PB     |
| 8     | Karlijn Schouten      | NED  | 4,15         |
| 9     | Ana Carrasco          | ESP  | 4,15         |
| 10    | Giada Pozzato         | ITA  | 4,00         |
| 10    | Anastasia Retsa       | GRE  | 4,00         |
| 12    | Elise Russis          | FRA  | 4,00         |
|       | Jade Spencer-Smith    | GBR  | NM           |
| …     |                       |      |              |
| …     | Sina Ettlin           | SUI  | 4,10 Qualif. |

Finale: 15. Juli

### Weitsprung
| Platz | Athletin          | Land | Weite (m)                                                      |
| ----- | ----------------- | ---- | -------------------------------------------------------------- |
| 1     | Larissa Iapichino | ITA  | 6,93 ???unbekannte Abkürzung, siehe Vorlage:AthAbbr/Doku=EL PB |
| 2     | Maja Åskag        | SWE  | 6,73                                                           |
| 3     | Tessy Ebosele     | ESP  | 6,63                                                           |
| 4     | María Vicente     | ESP  | 6,56                                                           |
| 5     | Tilde Johansson   | SWE  | 6,56                                                           |
| 6     | Mikaelle Assani   | GER  | 6,49                                                           |
| 7     | Tiphaine Mauchant | FRA  | 6,45                                                           |
| 8     | Ronja Wengi       | SUI  | 6,41 PB                                                        |
| 9     | Lucie Kienast     | GER  | 6,35                                                           |
| 10    | Ilse Steigenga    | NED  | 6,19                                                           |
| 11    | Ruby Millet       | IRL  | 6,09                                                           |
| 12    | Nikola Horowska   | POL  | 4,00                                                           |
| …     |                   |      |                                                                |
| …     | Ingeborg Grünwald | AUT  | 5,94 Qualif.                                                   |
| …     | Anna Rotter       | SUI  | 5,91 Qualif.                                                   |

Finale: 16. Juli

### Dreisprung
| Platz | Athletin                  | Land | Weite (m)        |
| ----- | ------------------------- | ---- | ---------------- |
| 1     | María Vicente             | ESP  | 14,21 =EU23L =PB |
| 2     | Maja Åskag                | SWE  | 13,76            |
| 3     | Jessica Kähärä            | FIN  | 13,59            |
| 4     | Gizem Akgöz               | TUR  | 13,44            |
| 5     | Alexandra Natschewa       | BUL  | 13,40            |
| 6     | Veronica Zanon            | ITA  | 13,38 SB         |
| 7     | Linda Suchá               | CZE  | 13,29            |
| 8     | Caroline Joyeux           | GER  | 13,24            |
| 9     | Aliena Juliette Heinzmann | GER  | 13,14            |
| 10    | Anna Gräfin Keyserlingk   | GER  | 13,12            |
| 11    | Greta Brugnolo            | ITA  | 12,70            |
| 12    | Ioana Colibășanu          | ROU  | 12,63            |

Finale: 14. Juli

### Kugelstoßen
| Platz | Athletin                  | Land | Weite (m)      |
| ----- | ------------------------- | ---- | -------------- |
| 1     | Alida van Daalen          | NED  | 18,32 EU23L PB |
| 2     | Serena Vincent            | GBR  | 16,93 PB       |
| 3     | Emilia Kangas             | FIN  | 16,75          |
| 4     | Milaine Ammon             | GER  | 16,11          |
| 5     | Katrin Brzyszkowská       | CZE  | 16,03          |
| 6     | Emilia Malmehed           | SWE  | 15,17          |
| 7     | Sina Prüfer               | GER  | 14,98          |
| 8     | Renáta Beregszási         | HUN  | 14,91          |
| 9     | Sara Verteramo            | ITA  | 14,31          |
| 10    | Linn Gabrielli Gustafsson | SWE  | 14,17          |
| 11    | Julia Hammesfahr          | SUI  | 13,59          |
| 12    | Natália Váleková          | SVK  | 13,51          |
|       | Pınar Akyol               | TUR  | NM             |

Finale: 13. Juli

### Diskuswurf
| Platz | Athletin           | Land | Weite (m) |
| ----- | ------------------ | ---- | --------- |
| 1     | Alida van Daalen   | NED  | 56,77     |
| 2     | Özlem Becerek      | TUR  | 55,38     |
| 3     | Lotta Flatum       | NOR  | 54,45     |
| 4     | Emily Conte        | ITA  | 53,99     |
| 5     | Joyce Oguama       | GER  | 53,71     |
| 6     | Lucija Leko        | CRO  | 52,95     |
| 7     | Weronika Muszyńska | POL  | 52,76     |
| 8     | Jule Marie Gipmann | GER  | 52,45     |
| 9     | Elisabeth Rosvold  | NOR  | 49,74     |
| 10    | Katja Seng         | GER  | 49,37     |
| 11    | Diletta Fortuna    | ITA  | 49,12     |
| 12    | Molly Broback      | SWE  | 48,13     |

Finale: 16. Juli

### Hammerwurf
| Platz | Athletin               | Land | Weite (m) |
| ----- | ---------------------- | ---- | --------- |
| 1     | Silja Kosonen          | FIN  | 73,71 CR  |
| 2     | Charlotte Payne        | GBR  | 69,22     |
| 3     | Aileen Kuhn            | GER  | 68,30     |
| 4     | Nicola Tuthill         | IRL  | 66,43     |
| 5     | Elísabet Rúnarsdóttir  | ISL  | 65,93     |
| 6     | Aada Koppeli           | FIN  | 65,74 PB  |
| 7     | Rachele Mori           | ITA  | 65,36     |
| 8     | Esther Imariagbee      | GER  | 64,44     |
| 9     | Mariana Pestana        | POR  | 64,09     |
| 10    | Aleksandra Nowaczewska | POL  | 63,79     |
| 11    | Rose Loga              | FRA  | 62,63     |
| 12    | Thea Löfman            | SWE  | 60,43     |

Finale: 14. Juli

### Speerwurf
| Platz | Athlet              | Land | Weite (m) |
| ----- | ------------------- | ---- | --------- |
| 1     | Elina Tzengko       | GRE  | 60,73     |
| 2     | Gedly Tugi          | EST  | 57,62     |
| 3     | Anni-Linnea Alanen  | FIN  | 56,67     |
| 4     | Małgorzata Maślak   | POL  | 56,48     |
| 5     | Emilia Karell       | FIN  | 55,33 PB  |
| 6     | Gabriela Andrukonis | POL  | 55,04     |
| 7     | Erika Lukatsch      | UKR  | 54,31     |
| 8     | Federica Botter     | ITA  | 53,72     |
| 9     | Ivana Đurić         | SRB  | 53,08     |
| 10    | Lauren Farley       | GBR  | 52,34     |
| 11    | Esra Türkmen        | TUR  | 50,15     |
| 12    | Münevver Hancı      | TUR  | 49,95     |

Finale: 16. Juli

### Siebenkampf
| Platz | Athletin               | Land | Punkte  |
| ----- | ---------------------- | ---- | ------- |
| 1     | Saga Vanninen          | FIN  | 6317    |
| 2     | Sofie Dokter           | NED  | 6256    |
| 3     | Pippi Lotta Enok       | EST  | 6002    |
| 4     | Julia Słocka           | POL  | 5890 PB |
| 5     | Chiara-Belinda Schuler | AUT  | 5799    |
| 6     | Edyta Bielska          | POL  | 5737    |
| 7     | Katelyn Adel           | SUI  | 5720 PB |
| 8     | Szabina Szűcs          | HUN  | 5709 PB |
| 9     | Marie Dehning          | GER  | 5702    |
| 10    | Noémie Desailly        | FRA  | 5695 PB |
| 11    | Jenna Fee Feyerabend   | GER  | 5691    |
| 12    | Vilma Itälinna         | FIN  | 5669    |
| …     |                        |      |         |
| 15    | Elena Debelic          | SUI  | 5465    |

13./14. Juli

## Männer

### 100 m
| Platz | Athlet           | Land | Zeit (s)      |
| ----- | ---------------- | ---- | ------------- |
| 1     | Jeremiah Azu     | GBR  | 10,05         |
| 2     | Raphael Bouju    | NED  | 10,17         |
| 3     | Pablo Matéo      | FRA  | 10,18         |
| 4     | Robin Ganter     | GER  | 10,31         |
| 5     | Guillem Crespí   | ESP  | 10,34         |
| 6     | Nsikak Ekpo      | NED  | 10,39         |
| 7     | Andrij Wassyljew | UKR  | 10,41         |
| 8     | Israel Olatunde  | IRL  | 10,44         |
| …     |                  |      |               |
| …     | Felix Frühn      | GER  | 10,53 Qualif. |
| …     | Noel Waroschitz  | AUT  | 10,66 Qualif. |
| …     | Chidiera Onuoha  | GER  | 10,70 Qualif. |

Finale: 14. Juli
Wind: +2,1 m/s

### 200 m
| Platz | Athlet              | Land | Zeit (s)         |
| ----- | ------------------- | ---- | ---------------- |
| 1     | Blessing Afrifah    | ISR  | 20,67            |
| 2     | Raphael Bouju       | NED  | 20,68            |
| 3     | Timothé Mumenthaler | SUI  | 20,85            |
| 4     | Marco Ricci         | ITA  | 20,96            |
| 5     | Ioannis Kariofyllis | GRE  | 20,98            |
| 6     | Łukasz Żok          | POL  | 21,05            |
| 7     | Ondřej Macík        | CZE  | 21,35            |
| 8     | Xavi Mo-Ajok        | NED  | 71,18            |
| …     |                     |      |                  |
| …     | Simon Wulff         | GER  | 21,43 Halbfinale |
| …     | Bradley Lestrade    | SUI  | 21,47 Halbfinale |
| …     | Robin Ganter        | GER  | 21,32 Qualif.    |
| …     | Simon Graf          | SUI  | 21,46 Qualif.    |

Finale: 16. Juli
Wind: −1,1 m/s

### 400 m
| Platz | Athlet                    | Land | Zeit (s)    |
| ----- | ------------------------- | ---- | ----------- |
| 1     | Håvard Bentdal Ingvaldsen | NOR  | 45,13       |
| 2     | Lionel Spitz              | SUI  | 45,27 PB    |
| 3     | Attila Molnár             | HUN  | 45,36       |
| 4     | Mihai Dringo              | ROU  | 45,56 SB    |
| 5     | Lorenzo Benati            | ITA  | 45,70       |
| 6     | Omar Elkhatib             | POR  | 45,73 NU23R |
| 7     | Jack Raftery              | IRL  | 46,00       |
| 8     | Tomas Keršulis            | LTU  | 46,89       |

Finale: 14. Juli

### 800 m
| Platz | Athlet            | Land | Zeit (min) |
| ----- | ----------------- | ---- | ---------- |
| 1     | Yanis Meziane     | FRA  | 1:45,92    |
| 2     | Ethan Hussey      | GBR  | 1:45,95    |
| 3     | Paul Anselmini    | FRA  | 1:45,99    |
| 4     | Francesco Pernici | ITA  | 1:46,24    |
| 5     | Samuel Reardon    | GBR  | 1:47,06    |
| 6     | Dániel Huller     | HUN  | 1:47,48    |
| 7     | Cian McPhillips   | IRL  | 1:48,04    |
| 8     | Ole Jakob Solbu   | NOR  | 1:51,73    |

Finale: 16. Juli

### 1500 m
| Platz | Athlet           | Land | Zeit (min)      |
| ----- | ---------------- | ---- | --------------- |
| 1     | Stefan Nillessen | NED  | 3:43,35         |
| 2     | Mohamed Attaoui  | ESP  | 3:43,63         |
| 3     | Samuel Pihlström | SWE  | 3:43,73         |
| 4     | Matthew Stonier  | GBR  | 3:44,31         |
| 5     | Pol Oriach       | ESP  | 3:44,85         |
| 6     | Filip Ostrowski  | POL  | 3:45,01         |
| 7     | Noah Baltus      | NED  | 3:45,49         |
| 8     | Maciej Wyderka   | POL  | 3:45,68         |
| 9     | Santtu Heikkinen | FIN  | 3:46,19         |
| 10    | Viktor Idhammar  | SWE  | 3:46,33         |
| 11    | Flavien Szot     | FRA  | 3:46,64         |
|       | Jakub Davidík    | CZE  | DSQ             |
| …     |                  |      |                 |
| …     | Marcel Tobler    | AUT  | 3:50,50 Qualif. |

Finale: 15. Juli

### 5000 m
| Platz | Athlet               | Land | Zeit (min)  |
| ----- | -------------------- | ---- | ----------- |
| 1     | Charles Hicks        | GBR  | 13:35,07    |
| 2     | Eemil Helander       | FIN  | 13:40,15 PB |
| 3     | Will Barnicoat       | GBR  | 13:45,24 PB |
| 4     | Derebe Ayele         | ISR  | 13:47,92    |
| 5     | Loïc Scomparin       | FRA  | 13:49,60    |
| 6     | Adam Maijo           | ESP  | 13:50,77 SB |
| 7     | Henry McLuckie       | GBR  | 13:52,11    |
| 8     | Jaime Migallón       | ESP  | 13:52,38    |
| 9     | Francesco Guerra     | ITA  | 13:52,65    |
| 10    | Shay McEvoy          | IRL  | 13:52,76    |
| 11    | Ateka Demisie        | ISR  | 13:54,41    |
| 12    | Rogério Amaral       | POR  | 13:55,77    |
| 13    | Vebjørn Hovdejord    | NOR  | 14:05,94    |
| 14    | Callum Morgan        | IRL  | 14:14,73    |
| 15    | Sebastian Frey       | AUT  | 14:22,23    |
| 16    | Sven Wagner          | GER  | 14:23,89    |
| 17    | Jonathan Carmin      | ISR  | 14:24,31    |
| 18    | Mustafe Muuse        | FIN  | 14:33,68    |
| 19    | Rúben Amaral         | POR  | 14:36,83    |
|       | Joel Ibler Lillesø   | DEN  | DNF         |
|       | Abdullahi Dahir Rabi | NOR  | DNF         |

14. Juli

### 10.000 m
| Platz | Athlet               | Land | Zeit (h)    |
| ----- | -------------------- | ---- | ----------- |
| 1     | Rory Leonard         | GBR  | 29:08,33    |
| 2     | Francesco Guerra     | ITA  | 29:11,86    |
| 3     | Miguel Baidal        | ESP  | 29:14,91    |
| 4     | Abdel Laadjel        | IRL  | 29:23,33    |
| 5     | Sebastian Frey       | AUT  | 29:29,02    |
| 6     | Ayetullah Aslanhan   | TUR  | 29:32,58    |
| 7     | Mateusz Gos          | POL  | 29:37,65    |
| 8     | Antonin Marquant     | FRA  | 29:43,10    |
| 9     | Adria Ceballos       | ESP  | 29:45,03    |
| 10    | Philip Massacand     | NOR  | 29:48,75    |
| 11    | Ömer Amaçtan         | TUR  | 29:50,68    |
| 12    | Nicolò Bedini        | ITA  | 29:52,10    |
| 13    | Noah Konteh          | BEL  | 30:01,88    |
| 14    | Mario Prieto         | ESP  | 30:04,35    |
| 15    | Adisu Guadia         | ISR  | 30:05,39    |
| 16    | Tom Förster          | GER  | 30:11,52    |
| 17    | Addiso Bitew         | ISR  | 30:21,69    |
| 18    | Assaf Harari         | ISR  | 30:24,04    |
| 19    | Ismail Taşyürek      | TUR  | 30:32,70    |
| 20    | Tomer Tarragano      | GBR  | 30:33,52    |
| 21    | François Guilhot     | FRA  | 30:38,17    |
| 22    | Ibrahim Buras        | NOR  | 30:49,64    |
| 23    | Jacinto Gaspar       | POR  | 30:58,22    |
| 24    | Abdullahi Dahir Rabi | NOR  | 31:18,49 SB |
|       | Nikolaos Stamoulis   | GRE  | DNF         |
|       | Konjoneh Maggi       | ITA  | DNF         |

16. Juli

### 110 m Hürden
| Platz | Athlet            | Land | Zeit (s)         |
| ----- | ----------------- | ---- | ---------------- |
| 1     | Sasha Zhoya       | FRA  | 13,31 CR         |
| 2     | Lorenzo Simonelli | ITA  | 13,36            |
| 3     | Erwann Cinna      | FRA  | 13,47 PB         |
| 4     | Timme Koster      | NED  | 13,52 NU23R      |
| 5     | Mark Heiden       | NED  | 13,61            |
| 6     | Jakub Szymański   | POL  | 13,65            |
| 7     | Manuel Mordi      | GER  | 13,69            |
| 8     | Štěpán Schubert   | CZE  | 17,44            |
| …     |                   |      |                  |
| …     | Gregory Minoue    | GER  | 14,00 Halbfinale |
| …     | Nick Rüegg        | SUI  | 14,13 Halbfinale |
| …     | Fabio Kobelt      | SUI  | 14,53 Qualif.    |
| …     | Ryan Nigel Wright | SUI  | 14,53 Qualif.    |

Finale: 15. Juli
Wind: +0,5 m/s

### 400 m Hürden
| Platz | Athlet           | Land | Zeit (s)         |
| ----- | ---------------- | ---- | ---------------- |
| 1     | İsmail Nezir     | TUR  | 49,19            |
| 2     | Berke Akçam      | TUR  | 49,48 SB         |
| 3     | Oskar Edlund     | SWE  | 49,57 PB         |
| 4     | Matic Ian Guček  | SLO  | 49,70            |
| 5     | Michele Bertoldo | ITA  | 50,12            |
| 6     | David Thid       | SWE  | 51,10            |
| 7     | Fantin Crisci    | FRA  | 51,30            |
|       | Clément Ducos    | FRA  | DSQ              |
| …     |                  |      |                  |
| …     | Nahom Yirga      | SUI  | 51,98 Halbfinale |
| …     | Leo Köhldorfer   | AUT  | 51,84 Qualif.    |
| …     | Tobias Eberhard  | SUI  | 52,18 Qualif.    |

Finale: 16. Juli

### 3000 m Hindernis
| Platz | Athlet                | Land | Zeit (min)      |
| ----- | --------------------- | ---- | --------------- |
| 1     | Alejandro Quijada     | ESP  | 8:28,91 PB      |
| 2     | Etson Barros          | POR  | 8:32,08         |
| 3     | Baptiste Guyon        | FRA  | 8:33,64         |
| 4     | Valentin Bresc        | FRA  | 8:42,48         |
| 5     | Tomáš Habarta         | CZE  | 8:42,80 PB      |
| 6     | Cesare Caiani         | ITA  | 8:43,74 PB      |
| 7     | Luc Le Baron          | FRA  | 8:45,45         |
| 8     | Clément Labar         | BEL  | 8:47,38         |
| 9     | Carlos Ángel          | ESP  | 8:51,27         |
| 10    | Eduardo Pestana       | POR  | 8:51,83 PB      |
| 11    | Maciej Megier         | POL  | 8:53,70         |
| 12    | Adam Kołodziej        | POL  | 8:57,38         |
| 13    | Luca Minàle           | GBR  | 9:02,18         |
| 14    | Florian Zittel        | GER  | 9:08,31         |
|       | Pedro García Palencia | ESP  | DSQ             |
| …     |                       |      |                 |
| …     | Maxim Wyss            | SUI  | 8:53,12 Qualif. |
| …     | Gil Weicherding       | LUX  | 8:53,34 Qualif. |
| …     | Robin Müller          | GER  | 9:13,46 Qualif. |
| …     | Jonas Schaub          | SUI  | 9:34,70 Qualif. |

Finale: 16. Juli

### 4 × 100 m Staffel
| Platz | Land         | Athleten                                                                                   | Zeit (s)            |
| ----- | ------------ | ------------------------------------------------------------------------------------------ | ------------------- |
| 1     | Italien      | Eric Marek Matteo Melluzzo Marco Ricci Junior Tardioli                                     | 38,92 NU23R         |
| 2     | Frankreich   | Jordan Jalce Hugo Cerra Mohammed Badru Pablo Matéo                                         | 38,92 SB            |
| 3     | Polen        | Igor Bogaczyński Adam Łukomski Łukasz Żok Patryk Krupa                                     | 39,06               |
| 4     | Griechenland | Vasilios Mirianthopoulos Ioannis Kariofyllis Ioannis Granitsiotis Nikolaos Panagiotopoulos | 39,09 NU23R         |
| 5     | Irland       | Gabriel Kehinde Runo Ayavoro Colin Doyle Israel Olatunde                                   | 39,51 NU23R         |
|       | Finnland     | Eino Vuori Valtteri Louko Lassi Kaukonen Arttu Peltola                                     | DNF                 |
|       | Belgien      | Olivier Lifrange Emiel Botterman Timber Huysmans Rendel Vermeulen                          | DNF                 |
|       | Niederlande  | Cédric Fini Raphael Bouju Nsikak Ekpo Xavi Mo-Ajok                                         | DNF                 |
| …     |              |                                                                                            |                     |
| …     | Österreich   | Klaus Grünbart Lukas Pullnig Stephan Pacher Noel Waroschitz                                | 40,12 NU23R Qualif. |
| …     | Deutschland  | Felix Frühn James Adebola Eddie Reddemann Simon Wulff                                      | DNF Qualif.         |

Finale:15. Juli

### 4 × 400 m Staffel
| Platz | Land                   | Athleten                                                                | Zeit (min)    |
| ----- | ---------------------- | ----------------------------------------------------------------------- | ------------- |
| 1     | Italien                | Luca Sito Riccardo Meli Francesco Domenico Rossi Lorenzo Benati         | 3:02,49 EU23L |
| 2     | Türkei                 | İlyas Çanakçı Kubilay Ençü Berke Akçam İsmail Nezir                     | 3:03,04 NU23R |
| 3     | Vereinigtes Königreich | Ethan Brown Brodie Young Samuel Reardon Edward Faulds                   | 3:03,12 SB    |
| 4     | Polen                  | Igor Bogaczyński Jan Wawrzkowicz Patryck Grzegorzewicz Daniel Sołtysiak | 3:03,79 SB    |
| 5     | Schweiz                | Jérémy Valnet Nick Stalder Nahom Yirga Lionel Spitz                     | 3:05,51 NU23R |
| 6     | Spanien                | Ángel González Markel Fernández Manuel Bea Bernat Erta                  | 3:05,68 SB    |
| 7     | Deutschland            | Tyrel Prenz Vicente Graiani Malte Stangenberg Lukas Krappe              | 3:07,50       |
| 8     | Irland                 | Andrew Egan Callum Baird Ciaran Carthy Aaron Keane                      | 3:08,54       |

Finale:16. Juli

### 20 km Gehen
| Platz | Athlet                  | Land | Zeit (h)      |
| ----- | ----------------------- | ---- | ------------- |
| 1     | Paul McGrath            | ESP  | 1:21:03 PB    |
| 2     | Andrea Cosi             | ITA  | 1:23:02       |
| 3     | Jerry Jokinen           | FIN  | 1:24:41 NU23R |
| 4     | Aythamy Afonso Gonzalez | ESP  | 1:25:17 PB    |
| 5     | Mattéo Duc              | FRA  | 1:25:18 PB    |
| 6     | Mukola Rushchak         | UKR  | 1:25:23 PB    |
| 7     | Jaromír Morávek         | CZE  | 1:25:33 PB    |
| 8     | Norbert Tóth            | HUN  | 1:26:47 PB    |
| 9     | Adam Zajíček            | CZE  | 1:27:05       |
| 10    | Johannes Frenzl         | GER  | 1:27:25       |

12. Juli

### Hochsprung
| Platz | Athlet               | Land | Höhe (m) |
| ----- | -------------------- | ---- | -------- |
| 1     | Ali Eren Ünlü        | TUR  | 2,22     |
| 2     | Oleh Doroschtschuk   | UKR  | 2,19     |
| 2     | Roman Petruk         | UKR  | 2,19     |
| 4     | Arttu Mattila        | FIN  | 2,19 SB  |
| 5     | Jan Štefela          | CZE  | 2,15     |
| 6     | Massimiliano Luiu    | ITA  | 2,15     |
| 7     | Emir Rovčanin        | SRB  | 2,15 =PB |
| 7     | Gergely Török        | HUN  | 2,15     |
| 9     | Oleh Tykul           | UKR  | 2,10     |
| 10    | Nikola Mujanović     | SRB  | 2,10     |
| 10    | Mateusz Kołodziejski | POL  | 2,10     |
| 12    | Lionel Afan Strasser | AUT  | 2,05     |
| 13    | Mátyás Guth          | HUN  | 2,05     |
|       | Jason Bayindoula     | FRA  | NM       |

15. Juli

### Stabhochsprung
| Platz | Athlet                     | Land | Höhe (m)     |
| ----- | -------------------------- | ---- | ------------ |
| 1     | Juho Alasaari              | FIN  | 5,71 =NU23R  |
| 2     | Robin Emig                 | FRA  | 5,66         |
| 3     | Pål Haugen Lillefosse      | NOR  | 5,66         |
| 4     | Valters Kreišs             | LAT  | 5,60 PB      |
| 5     | Anthony Ammirati           | FRA  | 5,50         |
| 6     | Baptiste Thiery            | FRA  | 5,50         |
| 7     | Matteo Oliveri             | ITA  | 5,35         |
| 8     | Ander Martínez de Rituerto | ESP  | 5,20         |
| 9     | Ivan Paravac               | CRO  | 5,20         |
| 10    | Fabio Wünsche              | GER  | 5,00         |
| 11    | Juan Luis Bravo            | ESP  | 5,00         |
|       | Pedro Buaró                | POR  | NM           |
| …     |                            |      |              |
| …     | Louis Pröbstle             | GER  | 5,20 Qualif. |
| …     | Nicolas Pfrommer           | SUI  | 5,05 Qualif. |
| …     | Oliver Latzelsberger       | AUT  | 5,05 Qualif. |
| …     | Luke Zenker                | GER  | 5,05 Qualif. |

Finale: 16. Juli

### Weitsprung
| Platz | Athlet              | Land | Weite (m)    |
| ----- | ------------------- | ---- | ------------ |
| 1     | Henrik Flåtnes      | NOR  | 7,96 PB      |
| 2     | Simon Batz          | GER  | 7,72         |
| 3     | Mátyás Németh       | HUN  | 7,71         |
| 4     | Jules Pommery       | FRA  | 7,64         |
| 5     | Iker Arotzena       | ESP  | 7,60         |
| 6     | Tan Černigoj        | SLO  | 7,31         |
| 7     | André Pimenta       | POR  | 7,26         |
| 8     | Gor Beglarjan       | ARM  | 7,21         |
| 9     | Pedro Pires         | POR  | 7,20         |
| 10    | Kareem Hatem Mersal | ITA  | 7,11         |
| 11    | Erwan Konaté        | FRA  | 6,83         |
|       | Oliver Koletzko     | GER  | NM           |
| …     |                     |      |              |
| …     | Oluwatosin Ayodeji  | AUT  | 7,02 Qualif. |

Finale: 14. Juli

### Dreisprung
| Platz | Athlet               | Land | Weite (m) |
| ----- | -------------------- | ---- | --------- |
| 1     | Simon Gore           | FRA  | 16,40 SB  |
| 2     | Gabriel Wallmark     | SWE  | 16,24 SB  |
| 3     | Batuhan Çakır        | TUR  | 16,16     |
| 4     | Endiorass Kingley    | AUT  | 16,06 PB  |
| 5     | Sandis Dzenītis      | LAT  | 16,00 PB  |
| 6     | Henrik Flåtnes       | NOR  | 15,97     |
| 7     | Enrico Montanari     | ITA  | 15,87     |
| 8     | Dimitar Taschew      | BUL  | 15,73     |
| 9     | Filipe Barreto Silva | POR  | 15,55     |
| 10    | Mesut Bülbül         | TUR  | 15,39     |
| 11    | Gabriele Tosti       | ITA  | 15,36     |
| 12    | Pablo Delgado        | ESP  | 15,26     |

Finale: 15. Juli

### Kugelstoßen
| Platz | Athlet                       | Land | Weite (m) |
| ----- | ---------------------------- | ---- | --------- |
| 1     | Tizian Lauria                | GER  | 19,80 PB  |
| 2     | Eric Maihöfer                | GER  | 19,44 SB  |
| 3     | Muhamet Ramadani             | KOS  | 19,20     |
| 4     | Xaver Hastenrath             | GER  | 19,19     |
| 5     | Miguel Gómez                 | ESP  | 19,17     |
| 6     | Piotr Goździewicz            | POL  | 18,72     |
| 7     | Stephen Mailagi              | FRA  | 18,67     |
| 8     | Wojciech Marok               | POL  | 18,42     |
| 9     | Nuh Bolat                    | TUR  | 18,26     |
| 10    | Jesper Ahlin                 | SWE  | 18,23 PB  |
| 11    | Riccardo Ferrara             | ITA  | 18,17     |
| 12    | Jakub Korejba                | POL  | 17,69     |
| 13    | Dino Tumbul                  | SRB  | 17,55     |
| 14    | Karel Šula                   | SVK  | 16,04     |
| 15    | Athanasios Annivas Oikonomou | GRE  | 15,66     |

15. Juli

### Diskuswurf
| Platz | Athlet                   | Land | Weite (m)     |
| ----- | ------------------------ | ---- | ------------- |
| 1     | Mykolas Alekna           | LTU  | 68,34 CR      |
| 2     | Marius Karges            | GER  | 62,56         |
| 3     | Yasiel Sotero            | ESP  | 61,69         |
| 4     | Steven Richter           | GER  | 61,01         |
| 5     | Marcos Moreno            | ESP  | 57,40 SB      |
| 6     | Enes Çankaya             | TUR  | 56,89         |
| 7     | Sebastiaan Bonte         | NED  | 56,09 SB      |
| 8     | Antti Pränni             | FIN  | 55,83         |
| 9     | Marc-Alexandre Delin     | FRA  | 55,19         |
| 10    | Carmelo Alessandro Musci | ITA  | 54,59         |
| 11    | Konstantinos Bouzakis    | GRE  | 54,33         |
| 12    | Rami Kankaanpää          | FIN  | 53,62         |
| …     |                          |      |               |
| …     | Will Dibo                | AUT  | 52,88 Qualif. |

Finale: 15. Juli

### Hammerwurf
| Platz | Athlet                 | Land | Weite (m)     |
| ----- | ---------------------- | ---- | ------------- |
| 1     | Mychajlo Kochan        | UKR  | 77,21 SB      |
| 2     | Merlin Hummel          | GER  | 75,61         |
| 3     | Sören Klose            | GER  | 73,70         |
| 4     | Dawid Piłat            | POL  | 72,44         |
| 5     | Nikolaos Polychroniou  | GRE  | 71,50         |
| 6     | Jan Doležálek          | CZE  | 70,86         |
| 7     | Halil Yilmazer         | TUR  | 70,67         |
| 8     | Walentin Andreew       | BUL  | 70,58         |
| 9     | Tomasz Ratajczyk       | POL  | 70,14         |
| 10    | Jean Baptiste Bruxelle | FRA  | 68,56         |
| 11    | Benedek Doma           | HUN  | 68,40         |
| 12    | Orestis Ntousakis      | GRE  | 68,38         |
| …     |                        |      |               |
| …     | Lars Wolfisberg        | SUI  | 63,42 Qualif. |
| …     | Lukas Baroke           | SUI  | 63,07Qualif.  |

Finale: 15. Juli

### Speerwurf
| Platz | Athlet             | Land | Weite (m)   |
| ----- | ------------------ | ---- | ----------- |
| 1     | Artur Felfner      | UKR  | 83,04 EU23L |
| 2     | Topias Laine       | FIN  | 79,77       |
| 3     | Michele Fina       | ITA  | 77,23 PB    |
| 4     | Janne Läspä        | FIN  | 77,19       |
| 5     | Eryk Kołodziejczak | POL  | 76,66       |
| 6     | Aleksi Yli-Mannila | FIN  | 75,59       |
| 7     | Anže Durjava       | SLO  | 74,31       |
| 8     | Martin Florian     | CZE  | 74,13       |
| 9     | Jakob Rahm         | SWE  | 73,91 PB    |
| 10    | Lenny Brisseault   | FRA  | 72,86       |
| 11    | Daniel Thrana      | NOR  | 72,16       |
| 12    | Pablo Costas       | ESP  | 71,25       |
| 13    | Matīss Kaudze      | LAT  | 70,34       |

15. Juli

### Zehnkampf
| Platz | Athlet            | Land | Punkte  |
| ----- | ----------------- | ---- | ------- |
| 1     | Markus Rooth      | NOR  | 8608 CR |
| 2     | Sander Skotheim   | NOR  | 8561    |
| 3     | Sven Roosen       | NED  | 8128    |
| 4     | Marcel Meyer      | GER  | 8096 PB |
| 5     | Rasmus Roosleht   | EST  | 8010 PB |
| 6     | Jente Hauttekeete | BEL  | 7864    |
| 7     | Andreu Boix       | ESP  | 7844    |
| 8     | Luc Brewin        | FRA  | 7794 PB |
| …     |                   |      |         |
| 14    | Dominique Hall    | AUT  | 6738    |

15./16. Juli